# Play Kwek Show
De Play Kwek Show is een 15 minuten durende interactieve animatronicsshow in Duinrell, die de Kikkershow opvolgde. De show is een kikkerversie van de Playbackshow, een tv-programma uit de jaren 90.
Deze show is geheel geproduceerd door Duinrell zelf.
De 'Play Kwek Show' bevindt zich in het themagedeelte Rick's Avonturenburcht en speelt vanaf 10.30 elk uur tot een half uur voor het sluiten van het park (16.30/17.30 uur). Het is de eerste animatronicsshow van Duinrell.

## Personages
In de Play Kwek Show zijn bekende artiesten nagedaan:
- Kikker Bill neemt de rol van Henny Huisman over
- Banana Kwakwa als Bananarama
- Meneer Peter Prins als Prince
- Status Kwek als Status Quo
- Bennie Bever als Benny Neyman.

Verder bestaat de Play Kwek Show ook nog uit:
- Kleine Billy
- De Vissenjury
- De Publieksjury (het publiek op de voorste rij dat stemt door middel van de stemkastjes in een houten reling voor hen). De resultaten van de Publieksjury verschijnen op het scorebord achter het waterorgel.

## Indeling
De indeling van de Play Kwek Show bestaat uit een theater met houten zitbanken. Gescheiden door een sloot, kom je aan de overkant waar de show zich afspeelt. Tussen twee zeshoekige huisjes, in de linker Kikker Bill en in de rechter Banana Kwakwa en Status Kwek, zit een groen, natuurlijk decorachtergrond met daar achter een klein huisje voor Bennie Bever en de vissenjury. Daarvoor staat een steiger voor Meneer Prins. Achter de natuurlijke achtergrond zit het waterorgel met de valse noot. Achter het waterorgel is een stuk land waar het scorebord en de boomstam van Kleine Billy staan.

## Geschiedenis
De Play Kwek Show werd in 1990 opgezet als vervanging van de Kikkershow. Door de jaren heen zijn er nog kleine aanpassingen geweest. Zo zijn er de afgelopen jaren enkele decorstukken vervangen, kreeg Bennie Bever een nieuw huisje, zijn de kledingstukken en achtergronden vervangen en is het geluid aangepast.
Afbeeldingen · Lijst van attracties